# Molhadhoo
Molhadhoo (Dhivehi: މުޅަދޫ) is een van de bewoonde eilanden van het Haa Alif-atol behorende tot de Maldiven.

## Demografie
Molhadhoo telt (stand maart 2007) 173 vrouwen en 183 mannen.